# Université de Szeged
 (septembre 2014).
Si vous disposez d'ouvrages ou d'articles de référence ou si vous connaissez des sites web de qualité traitant du thème abordé ici, merci de compléter l'article en donnant les références utiles à sa vérifiabilité et en les liant à la section « Notes et références ».
L'université de Szeged (Szegedi Tudományegyetem, /sɛgɛdi tudoma:ɲɛɟ͡ʝɛtɛm/ , SZTE) est une université hongroise fondée en 1872. Elle est l'héritière de 
l'université François-Joseph (Ferenc József Tudományegyetem) (1872-1921-1940), originellement située à Kolozsvár (aujourd'hui Cluj-Napoca), en Transylvanie ; devenue l'université Miklós Horthy (Horthy Miklós Tudományegyetem) (1940-1962) et l'Université Attila József (József Attila Tudományegyetem)  (1962-2000). En 2000, celle-ci fusionne avec l'université de médecine Albert Szent-Györgyi (Szent-Györgyi Albert Orvostudományi Egyetem), l'École supérieure de formation des professeurs Gyula Juhász (Juhász Gyula Tanárképző Főiskola), l'École supérieure agro-alimentaire de Szeged (Szegedi Élelmiszeripari Főiskola), l'université d'agronomie de Debrecen - École supérieure d'agriculture (Debreceni Agrártudományi Egyetem – Mezőgazdasági Főiskola) et prend la dénomination d'université de Szeged. 
Le sénat de l'université de Szeged revendique en 2007 la filiation avec le Collège jésuite de Kolozsvár (Cluj-Napoca), fondé en 1581 par István Báthory.

## Histoire
L’Université de Szeged est l'héritière intellectuelle de l’Academia de Kolozsvár fondée en 1581, déplacée à Szeged en 1921. Depuis, elle est devenue une des universités de recherche principale de la Hongrie, dont les résultats scientifiques étaient reconnus dès 1937 par le prix Nobel de Szent-Györgyi Albert. Aujourd’hui, l’Université de Szeged intègre 12 facultés, dont la Faculté de droit disposant du titre „centre d’excellence”, et 124e dans le classement scientifique des universités européennes (ARWU).

## Organisation
La Faculté de droit dispose du titre „centre d’excellence”. Elle exerce une activité scientifique bénéficiant d’une renommée nationale et internationale dans le domaine des sciences juridiques et politiques. Elle offre des formations en licence et master dans quatre spécialités: juriste, politologie, études internationales, sécurité sociale et relations du travail. 
Les cursus en langue étrangère ont une place importante parmi les formations, différents diplômes sont accessibles en anglais, allemand et français. Les recherches scientifiques jouent également un rôle important dans l’activité de la Faculté en assurant l’organisation de conférences et publications scientifiques. 
Au sein de la Faculté de droit se trouve, l'Institut des études internationales et régionales (Nemzetközi és Regionális Tanulmányok Intézet).
L’Institut s’inscrit dans la tradition universitaire francophone dûment ancrée à Szeged depuis plus de deux décennies. Il a précédé le Centre d’Études européennes de l’Université créé avec l’aide PHARE, en tant que membre d’un réseau national. 
Depuis 2006, les formations licence et master en études internationales connaissent un important succès auprès des étudiants. Le Master d’études européennes exclusivement en langue française - unique en Hongrie et dans la région -  permet l’obtention d’un co-diplôme d’une haute école d’étude française, l’IEP Lille et de l’Université de Szeged. 
L’activité scientifique de l’Institut comprend l’organisation de conférences, la participation à des projets européens et internationaux et la publication régulière d’ouvrages dans différents domaines scientifiques.
À côté du cadre académique, l’activité scientifique de l’Institut est très riche et variée : Organisation de conférences, participation à des projets européens et internationaux et publication régulière d’ouvrages dans différents domaines scientifiques.
En plus d’importants partenariats ERASMUS et universitaires, l’Institut des études internationales et régionales cultivent d’étroites relations dans la région et en Europe avec de nombreux acteurs publics et privés. Le gouvernement français, par l’intermédiaire de l’Ambassade de France en Hongrie et de l’Institut Français de Budapest, contribue au développement des formations et projets. Le gouvernement hongrois s’est également engagé dans la fondation d’une "Université française-Centre francophone universitaire" à Szeged. Wallonie Bruxelles-International soutient également les activités de l’Institut.
L’Institut participe à de nombreux projets pilotés par l’Agence Universitaire de la Francophonie (AUF), qui permet, entre autres, de créer un Centre de Réussite Universitaire à Szeged et de développer des coopérations avec les universités francophones de la région, telles que l’Université de Bucarest, l'Université Babes-Bolyai de Cluj-Napoca et la Nouvelle Université Bulgare de Sofia.

## Personnalités liées à l'université

### Étudiants
- Katalin Karikó, prix Nobel de médecine en 2023